# Gǃòʼé ǃHú
Gǃòʼé ǃHú (designação provisória: S/2011 (229762) 1) é o objeto secundário do corpo celeste candidato a planeta anão denominado 229762 Gǃkúnǁʼhòmdímà. Ele é um objeto transnetuniano que tem cerca de 138 km de diâmetro e orbita o corpo primário a uma distância de 6 035 ± 48 km.

## Descoberta
Gǃòʼé ǃHú foi descoberto no dia 13 de novembro de 2008 através do telescópio espacial Hubble e sua descoberta foi anunciada em 2011.